# 南澳大利亞博物館
南澳大利亞博物館（英語：South Australian Museum）是位於澳大利亞南澳大利亞州阿德萊德的一座自然史博物館，成立於1856年。南澳大利亞博物館的前身是南澳大利亞學院，成立於1847年。